# 莫桑梅德斯鐵路
莫桑梅德斯鐵路（葡萄牙語：Caminho de Ferro de Moçâmedes），又譯木薩米迪什鐵路，又名納米貝鐵路（Caminho-de-ferro do Namibe），是安哥拉三條鐵路幹線之一，西始於大西洋南部沿岸的納米貝，經盧班戈，東抵梅農蓋。原長907公里，採用1067mm窄軌。
安哥拉內戰時期受破壞，由中國太原铁路设计院勘测设计，四川营山建筑总公司承建。2007年開始重建工程，有1,500名中國工人和5千多名當地工人在鐵路沿線施工，2015年完工，長876公里，耗資13.1億美元。施工前，在安哥拉軍方協助下於鐵路沿線清除地雷，共清除一萬多顆地雷。2012年12月開始全線試車。設計時速100公里。